# 素尔波且·释迦迥乃
素尔波且·释迦迥乃（藏語：ཟུར་པོ་ཆེ་ཤཱཀྱ་འབྱུང་གནས་，威利转写：zur po che shAkya 'byung gnas，1002年—1062年），藏传佛教宁玛派早期重要代表人物，“三素尔”之一。
释迦迥乃曾跟随娘·益西郡乃、杰·释迦却、年纳旺扎、陀噶·南喀德、绒·释迦琼乃等上师学习旧密，同时他整理了宁玛派的典籍、注疏与仪轨，确定了一些根本性密法，并使之系统化。自他开始，宁玛派才有了系统的典籍以及教派的规模。
他还曾向卓弥译师学习道果教授。后来他创建了宁玛派最早的弘法道场——邬巴垅寺，并广收门徒，其中他的养子索尔迥·喜饶扎巴是其继承者。